# Krista Tesreau
Krista Tesreau (St. Louis, 10 gennaio 1964) è un'attrice televisiva statunitense.
È nota al pubblico italiano soprattutto per essere stata la prima Mindy Lewis nella soap opera Sentieri (Guiding Light), ruolo interpretato tra il 1983 e il 1989.
Ha recitato, inoltre, in Santa Barbara (1992 - 1993)  e in Una vita da vivere (1994 - 1997).

## Doppiatrice italiana
- Nella soap opera Sentieri, Krista Tesreau è stata doppiata da Daniela Fava.